# Julia Görges
Julia Görges (n. 2 noiembrie 1988, Bad Oldesloe, Republica Federală Germania) este o jucătoare profesionistă de tenis din Germania, semifinalistă la Wimbledon în 2018. Cea mai bună clasare a carierei a fost locul 9 mondial. La momentul actual este pe locul 31 WTA. Görges a disputat finala Cupei Fed în 2014 alături de echipa Germaniei, pierdută la Republica Cehă.

## Legături externe
- en Official website
- Julia Görges la Women's Tennis Association
- Julia Görges la International Tennis Federation
- Julia Görges pe site-ul Fed Cup